# Niesułowice (gromada)
Niesułowice – dawna gromada, czyli najmniejsza jednostka podziału terytorialnego Polskiej Rzeczypospolitej Ludowej w latach 1954–1972.
Gromady, z gromadzkimi radami narodowymi (GRN) jako organami władzy najniższego stopnia na wsi, funkcjonowały od reformy reorganizującej administrację wiejską przeprowadzonej jesienią 1954 do momentu ich zniesienia z dniem 1 stycznia 1973, tym samym wypierając organizację gminną w latach 1954–1972.
Gromadę Niesułowice z siedzibą GRN w Niesułowicach utworzono – jako jedną z 8759 gromad na obszarze Polski – w powiecie olkuskim w woj. krakowskim, na mocy uchwały nr 28/IV/54 WRN w Krakowie z dnia 6 października 1954. W skład jednostki weszły obszary dotychczasowych gromad: Niesułowice ze zniesionej gminy Bolesław w powiecie olkuskim oraz Lgota ze zniesionej gminy Nowa Góra w powiecie chrzanowskim (woj. krakowskie). Dla gromady ustalono 14 członków gromadzkiej rady narodowej.
1 stycznia 1958 z gromady Niesułowice wyłączono wieś Lgota (w jej granicach katastralnych) włączając ją do gromady Myślachowice w powiecie chrzanowskim, po czym gromadę Niesułowice zniesiono a jej (pozostały) obszar włączono do gromady Żurada w powiecie olkuskim.